# Microdrosophila tabularis
Microdrosophila tabularis är en tvåvingeart som beskrevs av Zhang 1989. Microdrosophila tabularis ingår i släktet Microdrosophila och familjen daggflugor. Inga underarter finns listade i Catalogue of Life.